# Gustav Heinrich Kirchenpauer

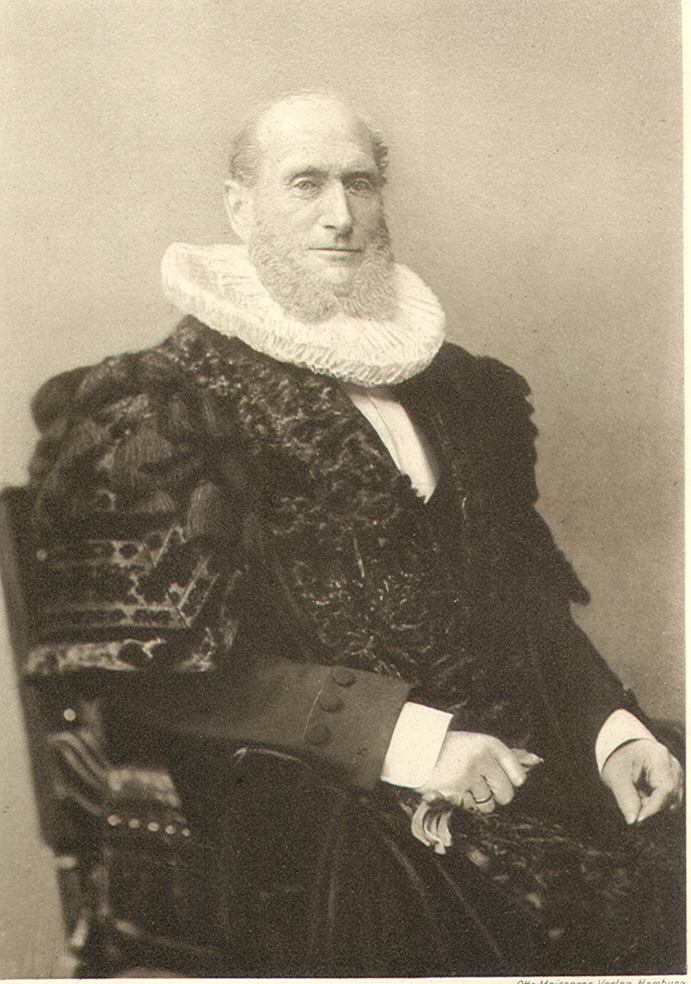
Gustav Heinrich Kirchenpauer

Gustav Heinrich Kirchenpauer (Hamburg, 2 februari 1808 - Hamburg, 3 maart 1887) was een Duits politicus en eerste burgemeester (Erste Bürgemeister) van Hamburg.

## Biografie

### Achtergrond en opleiding
Gustav Heinrich Kirchenpauer stamde uit een bemiddelde familie. Zijn vader was koopman in Hamburg, die echter als gevolg van de Franse bezetting van de stadstaat met zijn gezin in 1810 naar Sint-Petersburg (Rusland). Een jaar later overleed de moeder van Gustav Heinrich, en daar zijn vader als koopman veel reisde, werd Gustav Heinrich door zijn oom opgevoed. Hij bezocht het Duitstalige gymnasium van Dorpat en studeerde daarna sinds 1826 rechten aan de Universiteit van Dorpat. In 1830 ging hij naar Heidelberg en zette daar zijn studie voort. Op 5 augustus 1831 promoveerde hij als doctor in de rechten.

### Politieke carrière
Gustav Heinrich Kirchenpauer maakte tijdens zijn studie aan de Universiteit van Heidelberg vrienden met enkele Hamburger studenten, waaronder de latere invloedrijke eerste burgemeester van Hamburg Carl Friedrich Petersen. In 1832 vestigde hij zich in Hamburg en verwierf het burgerrecht. In Hamburg was hij als advocaat werkzaam en werkte hij als journalist. Hij publiceerde enkele geschriften waarin hij zich uitsprak voor de vrijhandel.
Gustav Heinrich Kirchenpauer werd in februari 1840 benoemd tot bibliothecaris en secretaris van de Hamburgse Commerciële Deputatie. Tijdens de Hamburger Brand van 1842 was het zijn verdienste dat het nieuwe beursgebouw, waar ook de Hamburgse Commerciële Deputatie zetelde, gered kon worden. Na de brand zette hij zich in voor de wederopbouw.
Op 4 december 1843 werd Kirchenpauer in de Senaat (regering) van de stadstaat Hamburg gekozen. Van 1851 tot 1857 vertegenwoordigde hij Hamburg in de Bondsdag van Frankfurt aan de Main. Van 1858 tot 1864 was hij - als laatste senator - ambtman (Amtmann) van Ritzebüttel. In die functie voerde hij in Ritzebüttel de scheiding tussen wetgevende- en rechterlijke macht.
Vanaf 1867 vertegenwoordigde Kirchenpauer als gevolmachtigde Hamburg in de Bondsraad van de Noord-Duitse Bond en later in de Bondsraad van het Keizerrijk Duitsland.

### Burgemeester van Hamburg
Kurchenpauer werd in 1868 voor de eerste maal tweede burgemeester (Zweite Bürgermeister) van Hamburg. In 1874, 1877, 1880, 1883 en in 1886 was hij ook tweede burgemeester. Hij vervulde daarnaast ook meerdere malen het ambt van eerste burgemeester (Erste Bürgermeister):
- 1 januari - 31 december 1869
- 1 januari 1871 - 31 december 1872
- 1 januari - 31 december 1875
- 1 januari - 31 december 1878
- 1 januari - 31 december 1881
- 1 januari - 31 december 1884
- 1 januari - 3 maart 1887

Gustav Heinrich Kirchenpauer overleed op 3 maart 1887 kort nadat hij aan zijn zevende ambtstermijn als eerste burgemeester was begonnen.
Samen met Carl Friedrich Petersen en Johannes Versmann behoorde Kirchenpauer tot de belangrijkste negentiende-eeuwse Hamburgse politici.

## Trivia
- In 1839 was hij medeoprichter van de Verein für Hamburgische Geschichte ("Vereniging voor Hamburgse Geschiedenis).

## Noot
1. ↑  Sedert 1869 was hij preses van de Autoriteit voor Hoger Onderwijs